# 妙高野尻バイパス
妙高野尻バイパス（みょうこうのじりバイパス）は、長野県上水内郡信濃町野尻から新潟県妙高市毛祝坂に至る国道18号の延長4.0 kmのバイパスである。

## 概要

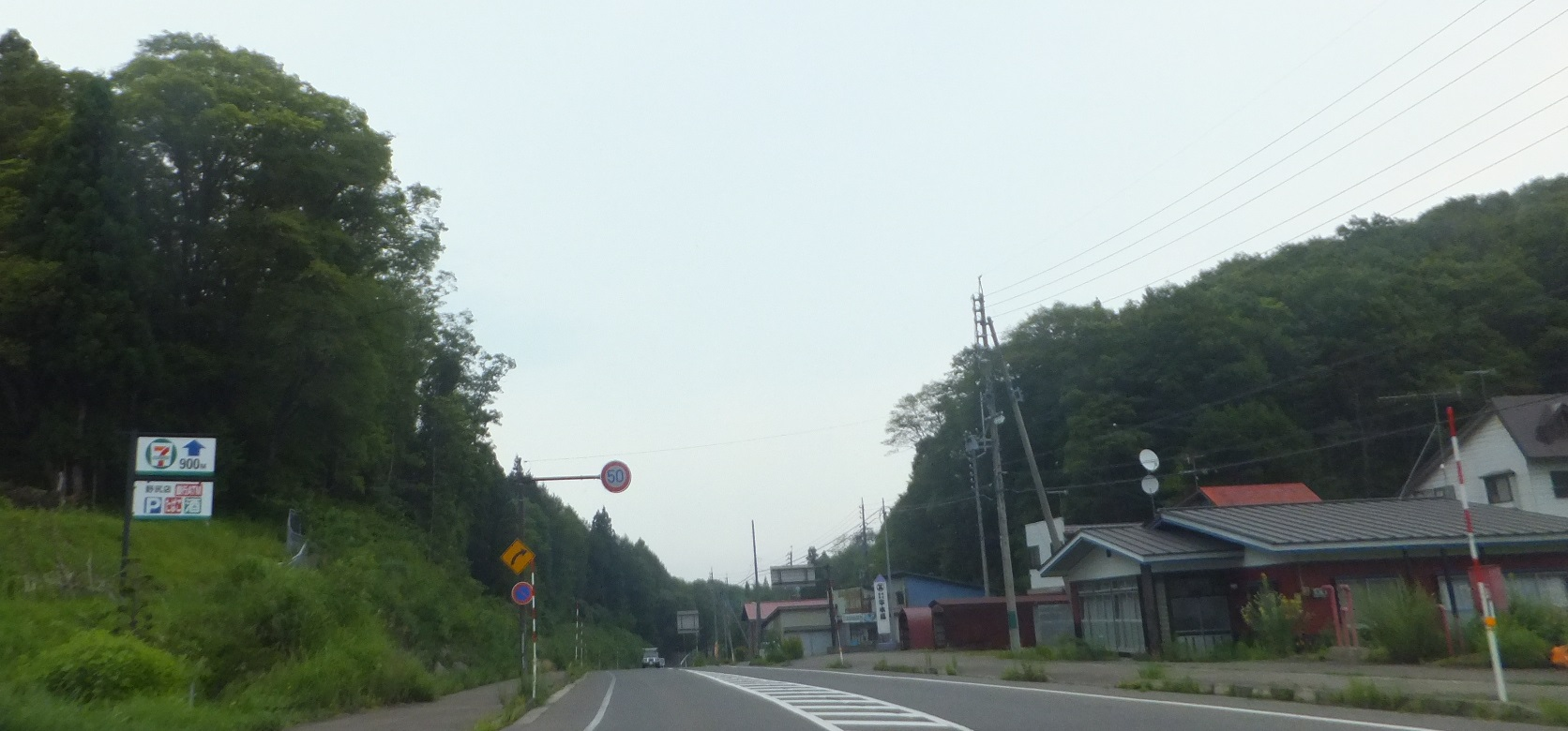
起点付近
長野県上水内郡信濃町野尻で撮影

長野県と新潟県の県境部分の走行環境改善を目的に建設された。全区間完成2車線で供用済みである。

### 路線データ
- 起点 - 長野県上水内郡信濃町野尻
- 終点 - 新潟県妙高市毛祝坂
- 延長 - 4.0 km（新潟県側3.1 km・長野県側0.9 km）
- 規格 - 第3種第2級
- 設計速度 - 60 km/h
- 最急縦断勾配 - 6.0 %
- 最小曲線半径 - 560 m
- 全体幅員 - 17.0 m（一般部）・14.5 m（橋梁部）・11.0 m（トンネル部）
- 車道幅員 - 3.5 m
- 歩道幅員 - 3.0 m
- 車線 - 2車線

## 歴史
- 1984年（昭和59年）1月14日 - ルート公表[2]
- 1986年度（昭和61年度） - 用地着手[2]
- 1991年（平成3年）11月 - 起工式
- 1997年（平成9年）7月16日 - 開通

## 路線状況

### 主な構造物

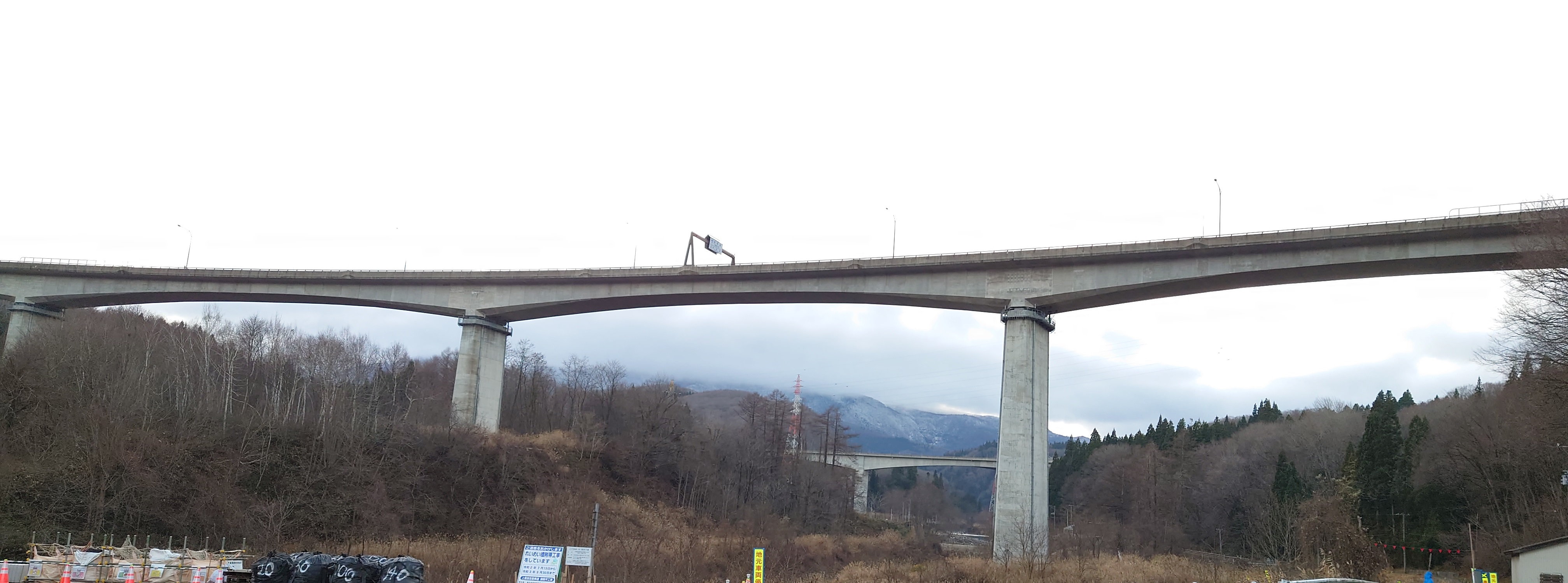
信越大橋

- 信越大橋（長野県上水内郡信濃町 - 新潟県妙高市） : 橋長902 m
- 毛祝坂トンネル（けわいざかトンネル）（妙高市） : 延長338 m

### 交通量
2005年度平日24時間交通量（台）（平成17年度道路交通センサスより）
- 上水内郡信濃町野尻赤川1053-1 : 7,508
- 妙高市関川 : 6,953

## 地理

### 通過する自治体
- 長野県
  - 上水内郡信濃町
- 新潟県
  - 妙高市

### 交差する道路
- 上側が起点側、下側が終点側。左側が上り側、右側が下り側。

| 交差する道路                      | 交差する道路                  | 交差する場所 | 高崎から (km) |
| --------------------------------- | ----------------------------- | ------------ | ------------- |
| 国道18号（野尻バイパス） 長野方面 |                               |              |               |
| 県道39号妙高高原公園線            | 県道39号妙高高原公園線        | 杉ノ沢入口   |               |
| 県道187号池の平妙高高原線         | E18 上信越自動車道 妙高高原IC |              | 158.7         |
| 県道39号妙高高原公園線            | 県道39号妙高高原公園線        | 豊橋         |               |
| 国道18号 上越・妙高市街(新井)方面 |                               |              |               |